# Trachea transcursa
Trachea transcursa är en fjärilsart som beskrevs av Saalmüller 1891. Trachea transcursa ingår i släktet Trachea och familjen nattflyn. Inga underarter finns listade i Catalogue of Life.